# Po Ya (cratère)
Po Ya est un cratère d'impact sur la planète Mercure, situé dans le quadrangle de Discovery (quadrangle H-11). Son diamètre est de 101 km,.
Le cratère fut ainsi nommé par l'Union astronomique internationale en 1976 en hommage au musicien chinois de la période des Printemps et Automnes Bo Ya,.